# Harry Koch (Fussballspieler, 1930)
Harry Koch (geboren am 2. September 1930 in Rüti ZH; gestorben am 23. April 2012 in Küsnacht) war ein Schweizer Fussballspieler und Spielertrainer. Er spielte während seiner Karriere unter anderem für den FC Rapperswil-Jona, den FC Zürich, die Grasshoppers und den FC Winterthur. Als Spielertrainer war er fünf Jahre bei den Blue Stars Zürich engagiert. Neunmal wurde er für die Schweizer Nationalmannschaft aufgeboten.

## Karriere
Harry Koch spielte bei den Junioren beim FC Rapperswil-Jona. Neben dem Fussball war er als 15-Jähriger auch Gründungsmitglied des Rapperswiler Schlittschuhclubs.
Ebenfalls mit 15 spielte er in der Saison 1945/46 erstmals als Stürmer in der 1. Mannschaft der Rapperswiler in der 3. Liga. Von dort wechselte Koch 1947 zum FC Zürich in die Nationalliga A, wo er von 1952 bis 1955 meist als Verteidiger spielte. Danach wechselte er «über die Gleise» zum Grasshopper Club Zürich, mit dem er 1956 das Double (Schweizer Meister und Cupsieger) holte. Nach einem Beinbruch schaffte Koch das Comeback bei GC nicht mehr und wechselte im Sommer 1959 zum FC Winterthur, für den er noch bis 1963 spielte – davon während zweier Jahre bis zum Abstieg der Eulachstädter in der Nationalliga A.
1963 wurde er von den Blue Stars Zürich aus der drittklassigen 1. Liga als Spielertrainer 1. Liga engagiert. Mit den Zürchern schaffte er den Aufstieg in die Nationalliga B.
Für die Schweizer Nationalmannschaft absolvierte er während seiner Zeit in Zürich und Winterthur zwischen 1952 und 1959 insgesamt neun Länderspiele. Er stand auch am 21. November 1956 beim 3:1-Erfolg gegen den damals amtierenden Weltmeister Deutschland auf dem Feld.